# Borophagus
Borophagus és un gènere de mamífer carnívor extint de la família dels cànids. Se n'han trobat restes fòssils a Nord-amèrica i Centreamèrica.